# Leucania fuscolimbata
Leucania fuscolimbata là một loài bướm đêm trong họ Noctuidae.